# Blanchard Hill
Blanchard Hill är en kulle i Antarktis. Den ligger i Östantarktis. Storbritannien gör anspråk på området. Toppen på Blanchard Hill är 1 199 meter över havet.
Terrängen runt Blanchard Hill är kuperad söderut, men norrut är den platt. Terrängen runt Blanchard Hill sluttar norrut. Trakten är obefolkad. Det finns inga samhällen i närheten.